# Brachyolene albosignata
Brachyolene albosignata es una especie de escarabajo de la familia Cerambycidae. Fue descrito por Stephan von Breuning en 1958. Se encuentra en Camerún.